# Куп СФР Југославије у рагбију 1992.
Куп СФР Југославије у рагбију 1992. је било 32. издање Купа комунистичке Југославије у рагбију. Играло се по правилима рагбија 15. 
Трофеј је освојио Партизан.
| Освајач купа Југославије у рагбију 1992. |
| ---------------------------------------- |
| Рагби клуб Партизан 2. трофеј            |